# Das Bacchanal des Todes
Das Bacchanal des Todes est un film allemand muet réalisé par Richard Eichberg, sorti en 1917. 

## Synopsis
Un artiste peintre prépare une toile pour remporter un concours...

## Fiche technique
- Titre original : Das Bacchanal des Todes
- Sous-titre : Das Opfer einer großen Liebe
- Réalisation : Richard Eichberg
- Scénario : Karl Schneider
- Directeur de la photographie : Max Terno
- Décorateurs : Martin Bauer, Robert A. Dietrich
- Sociétés de production : Richard Eichberg-Film
- Distribution : Central-Film-Vertriebs
- Pays de production :  Empire allemand
- Format : Noir et blanc - Muet
- Date de sortie : 
  - Empire allemand : 20 avril 1917

## Distribution
- Ellen Richter
- Erich Kaiser-Titz
- Werner Krauss
- Victor Janson
- Marga Köhler
- Paul Ludwig
- Lia Borré
- Marie von Buelow